# Анимация в Азербайджане
Мультипликация в Азербайджане — мультипликационное кино, созданное в Азербайджане преимущественно в период Советского Союза. Центром создания мультипликации в Азербайджане стала студия «Азербайджанфильм» в 1930-х годах, позже создание перешло под руководство «Азанфильма».

## История
Началом создания мультипликационных работ в Азербайджане принято считать 1930 год. С этого периода начались подготовительные этапы по созданию технической базы для сбора мультипликации. В том же году привезённую технику уже стали использовать в съёмках фильмов «Лекбатан», «Нефтяная симфония» и «Джат».
Первые мультипликационные фильмы в Азербайджане были сняты на основе народных сказок. Первым созданным мультфильмом стал «Несчастье Аббаса», по сценарию А. Попова и режиссуре Э. Дикарёва. Съёмки второго мультфильма «Синдбад — морской путешественник» были остановлены в связи с началом Великой Отечественной войны.

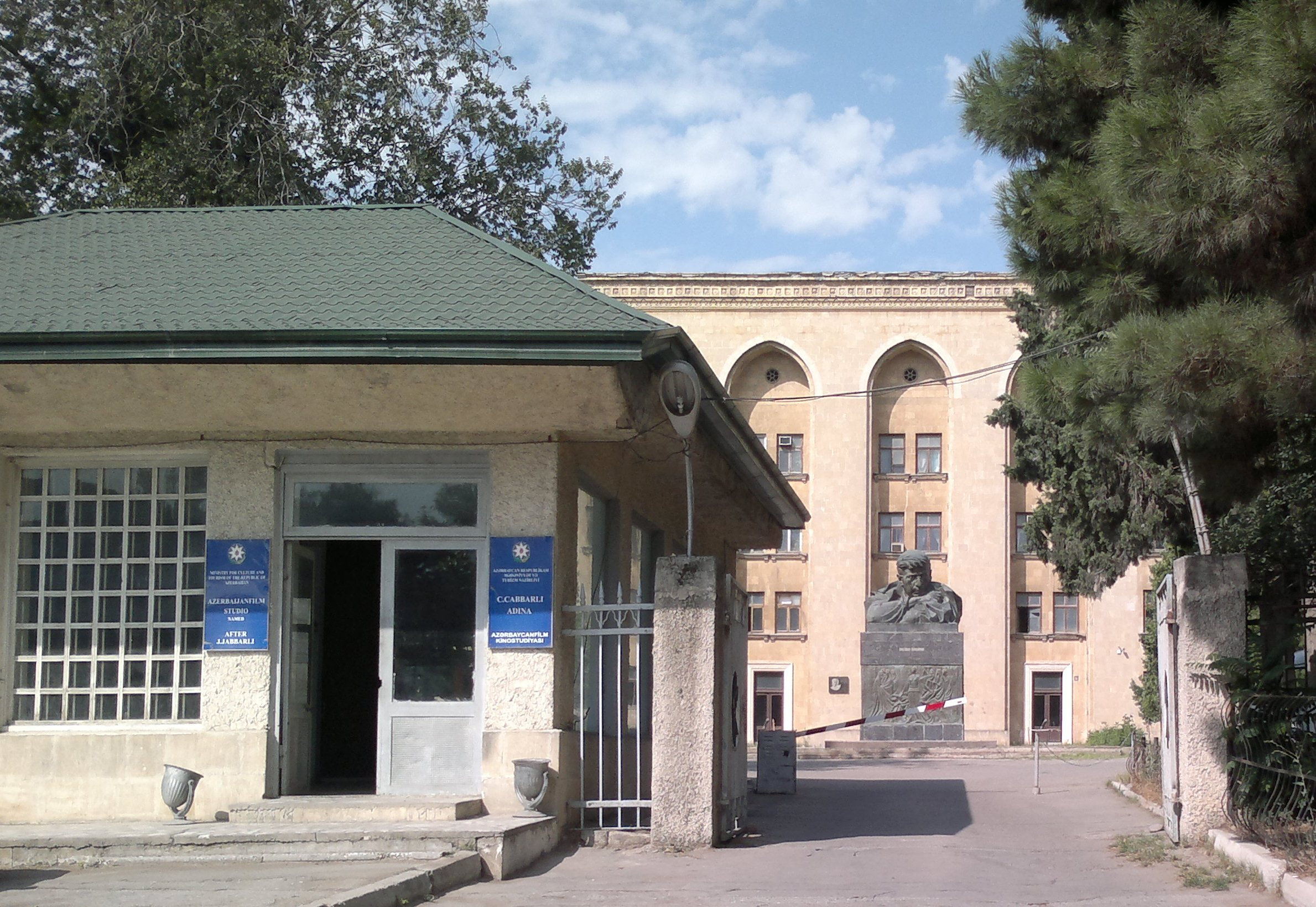
Азербайджанфильм

В конце 1960-х годов работа над созданием мультфильмов вновь была активизирована. В данный период для развития мультипликации были созданы курсы в Азербайджане по повышению квалификации в данной сфере. Последним этапом по активизации работ стало восстановление цеха мультфильмов на киностудии «Азербайджанфильм».

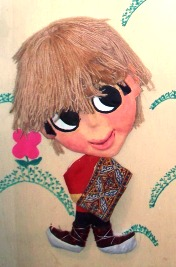
Герой мультфильма Джыртдан

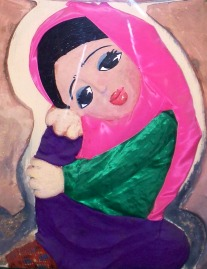
Героиня мультфильма Красавица — Фатма

Первой работой после восстановления цеха стал фильм «Джыртдан», снятый в 1969 году, который впоследствии стал одним из самых популярных мультфильмов республики. В 1973 году было снято продолжение знаменитого мультфильма под названием «Новые приключения Джыртдана».

### Период Советского Союза
В 1970-х годах в Азербайджане было снято порядка 20 мультипликационных работ. Снятый в 1970 году мультфильм «Лев и два быка» был включён во Всесоюзный киноальманах «Калейдоскоп-71». Цветной аппликационный мультфильм «Интрига» был снят по мотивам сказки-новеллы поэта Низами Гянджеви. По мотивам его произведений в 1980-х годах был создан мультфильм «Добро и Зло», предназначенный для взрослой аудитории, в 1976 году был создан мультипликационный фильм «Шах и слуга».
Техника снятия мультфильмов совершенствовалась с каждой новой работой. В мультфильме «Жук и мышка», снятом в 1974 году и «Мои цыплята», снятом в 1975 году, пластика в движении воспроизводится с более точной техникой. Именно в период Советского Союза был создан единственный в Азербайджане мультфильм «Шакал сын шакала», предназначенный для широких экранов. Снятый на основе народного творчества мультфильм «Почему облако плачет», был удостоен в 1974 году награды VII Всесоюзного кинофестиваля в Баку.
В 1977 году в качестве эксперимента был снят первый мультипликационный фильм под названием «Арзуну йарат», в котором использовалась как мультипликация, так и актёрская игра.
В 1980 годах было снято порядка 38 мультфильмов, а в 1990-х годах 19 мультфильмов.

## Азанфильм
В связи с развитием данной области в кинематографии Азербайджана, в 1990-х годах мультипликаторы перешли на новую форму хозяйства, которая позволяла независимый раздел между отделами. Новым названием студии стало: производственно-творческое объединение «Азанфильм». В 1990-х годах под началом «Азанфильма» было создано 19 мультипликационных работ.

## Награды
В 1984 году мультипликационный фильм «Аквариум» был удостоен диплома жюри и почётной грамоты Государственного комитета кинематографии РСФСР на II Всероссийском конкурсе документальных и научно-массовых фильмов об охране природы и рациональном использовании её ресурсов.
В 1993 году на проходящем в Баку II фестивале-конкурсе азербайджанских фильмов, мультипликационная работа «Однажды где-то» стала призёром в разряде лучший мультфильм.
Мультипликационная работа «Посвящение» была удостоена сразу трёх наград. Первой стал диплом от Международного кинофестиваля в Оберхаузене, полученный в 1991 году, и второй на Международном фестивале мультипликационных фильмов в Киеве «КРОК-91», и международного кинофестиваля «Взгляд с Востока», в разряде «лучший анимационный фильм».
В 1995 году, мультипликация «Сохбатуль-асмар», снятая в честь юбилея со дня рождения азербайджанского поэта М. Физули, взяла награду на III фестивале азербайджанских фильмов в Баку.

## Азербайджанский музей анимации
В 2016 году руководитель посольства искусства Азербайджана (Arts Council Azerbaijan) Дадаш Мамедов, при поддержке Фонда молодежи при Президенте Азербайджана и Министерства культуры Азербайджана, запустил проект под названием Азербайджанский виртуальный музей анимации имени Назима Мамедова. Назим Мамедов является одним из ключевых режиссёров — мультипликаторов, снимавших в 1970-х годах самые популярные мультфильмы Азербайджана. Музей анимации состоит из базы данных, включающей всю историю Азербайджанской мультипликации от истоков до сегодняшнего дня.

## Азербайджанская мультипликация
| Мультипликация, снятая в Азербайджане |             |                              |                         |                     |
| 1930-е годы                           | 1960-е годы | 1970-е годы                  | 1980-е годы             | 1990-е годы         |
| Нефтяная симфония                     | Джыртдан    | Медведь и мышка              | Мои цыплята             | Однажды где-то      |
| Лекбатан                              |             | Лев и бык                    | В лес идёт человек      | Посвящение          |
| Джат                                  |             | Интрига                      | Волшебное дерево        | Ода                 |
| Несчастье Аббаса                      |             | Лиса совершает паломничество | Стог                    | Красавица-Фатма     |
| Синдбад — дениз сеййахыдыр            |             | Шакал сын шакала             | Балованный заяц         | Караван             |
|                                       |             | Почему облако плаче          | Сундук                  | Зеркало             |
|                                       |             | Новые приключения Джыртдана  | Сен беля джумбулусан    | Морское путешествие |
|                                       |             | Жук и мышка                  | Волшебный лепесток      | Надежда             |
|                                       |             | Принцесса — чёрное золото    | Летящий жираф           | Шюэла               |
|                                       |             | Однажды                      | Странный дракон         | Сохбатуль-асмар     |
|                                       |             | Пянджя… Гулаг… Палаз… Тикан  | Преследование           |                     |
|                                       |             | Шах и слуга                  | Пора спать              |                     |
|                                       |             | Построй мечту                | Маленький пастух        |                     |
|                                       |             | Камень                       | Сон Хумай               |                     |
|                                       |             | Ёжик и яблоко                | Добро и Зло             |                     |
|                                       |             | Собака и её тень             | Карлик-богатырь         |                     |
|                                       |             | Запоздалое раскаяние         | Ребёнок и ветер         |                     |
|                                       |             | Легенда о Девичьей башне     | Аквариум                |                     |
|                                       |             | Заколдованный кувшин         | Карлик и людоед         |                     |
|                                       |             |                              | Новогоднее происшествие |                     |
|                                       |             |                              | Волшебные узоры         |                     |